# William R. Hoel
Pour les articles homonymes, voir Hoel.
William Ryan Hoel (7 mars 1824 - 23 mai 1879) était un officier de la marine américaine pendant la guerre de Sécession. Originaire du comté de Butler, dans l'Ohio, Hoel était pilote de bateau à vapeur sur le fleuve Mississippi lorsqu'il s'engagea dans la marine américaine (US Navy) le 19 octobre 1861.

## Biographie

### Vie de famille
La première femme de Hoel était Mary Riley, fille de Daniel Riley, de Cincinnati. Sa seconde épouse était Elizabeth Hunt, fille aînée du Dr Samuel Pancoast Hunt et de son épouse Elizabeth Thomas, de Morrow, dans le comté de Warren, dans l'Ohio. Le capitaine Hoel et Elizabeth Hoel ont eu deux enfants : Sarah Elizabeth Hoel et Rion Hoel.

### Ouverture du Mississippi
Le 6 février 1862, alors qu'il est le premier maître (First Master) du Cincinnati, Hoel est blessé lors de la bataille de Fort Henry. Moins de deux mois plus tard, le 4 avril, il se porte volontaire pour piloter la canonnière Carondelet lors de son célèbre passage devant les batteries rebelles de l'île numéro 10 pour rejoindre l'armée du général John Pope à New Madrid dans le Missouri. La vaillante course de la canonnière à travers une grêle de tirs confédérés permet aux forces de l'Union de traverser le fleuve et de prendre cette île clé avec des quantités de canons, d'équipements et de provisions. Le Mississippi est ainsi ouvert aux opérations des canonnières de l'Union, qui amènent les armées fédérales dans une longue foulée jusqu'à Memphis dans le Tennessee.
Le service courageux et habile de Hoel à cette occasion lui vaut les éloges du Flag-Officer Andrew H. Foote, les remerciements de la Marine de la part du Secrétaire Gideon Welles, et une promotion au grade de Acting Volunteer Lieutenant à compter du 29 avril 1862.
Le 10 mai 1862, Hoel prend le commandement du Cincinnati après que son capitaine, le commander Roger N. Stembel, ait été frappé d'incapacité à la suite de graves blessures. Le nouveau commandant de la flottille ouest, le capitaine Charles Henry Davis, profite de l'occasion pour exprimer son admiration pour Hoel. "Je ne peux pas faire plus d'éloges qu'ils ne le méritent à propos de son courage et de ses capacités. Il donne le meilleur exemple à ses subordonnés, et s'il était possible de lui donner un poste permanent à la hauteur de ses mérites, la Marine en sortirait gagnante...".

### La campagne de Vicksburg
Le 29 octobre, Hoel prend le commandement de l'USS Pittsburgh, à bord duquel il sert avec distinction dans la campagne de prise de Vicksburg dans le Mississippi. L'un des exploits du lieutenant Hoel au cours de cette campagne est particulièrement intéressant, car il préfigure l'héroïsme du destroyer de la Seconde Guerre mondiale qui porte son nom, l'USS Hoel.
Le 29 avril 1863, alors que la flottille du rear admiral par interim David D. Porter bombarde les batteries confédérées de Grand Gulf, son navire amiral, l'USS Benton, devient incontrôlable et se retrouve sous un feu nourri dans une position où il ne peut ni gouverner ni répondre aux canons ennemis. Voyant la situation difficile dans laquelle se trouvait Porter, Hoel a glissé le Pittsburg entre le Benton et les batteries rebelles en flammes pour le protéger en essuyant lui-même les tirs. Au cours des dix minutes qui suivirent, son héroïsme coûta au Pittsburg 6 hommes tués et 8 blessés, mais ce sacrifice permit au Benton de s'extirper du piège mortel.
Le bombardement fut un tel succès que le lendemain, le général Ulysses Grant fit traverser le Mississippi à ses troupes pour entamer les opérations qui allaient enfin permettre d'isoler et de capturer Vicksburg.
Hoel est promu lieutenant commander suppléant (Acting Volunteer Lieutenant Commander) le 10 novembre 1864.

### Commandant de l'USS Vindicator
Détaché du Pittsburg, il prend ensuite le commandement du USS Vindicator le 1er mars 1865 sur lequel il sert jusqu'au 7 juillet 1865. Il est libéré avec les honneurs le 30 décembre 1865.

### Carrière d'après-guerre et décès
Hoel est retourné au pilotage, a été actif dans la Grande Armée de la République (en anglais Grand Army of the Republic - GAR) et a finalement servi en tant que capitaine du phare Lily. Il se marie une seconde fois, mais se méfie de la relation de sa femme Elizabeth avec un médecin local. En mai 1879, il les confronte avec un pistolet, mais il est tué par balle dans la bagarre. Après une enquête, le médecin n'est accusé d'aucun crime.

## Hommage
Trois destroyers de l'US Navy ont été nommés USS Hoel en son honneur.

## Source
- (en) Cet article est partiellement ou en totalité issu de l’article de Wikipédia en anglais intitulé « William R. Hoel » (voir la liste des auteurs).